# 新世紀新世代詩選
《新世紀新世代詩選》為九歌出版社於2022年出版的臺灣現代詩選集，收錄了52位臺灣新生代詩人的作品，主編為向陽，編輯委員含白靈、焦桐、蕭蕭、陳義芝共五人。書籍的最大特色，在於首次將臺灣新世紀新世代詩人的重要詩作進行系統性統整，並由五位編輯委員為每位入選詩人的作品撰寫評論。

## 出版緣起
1982年，詩人張默與爾雅發行人隱地共同創辦「年度詩選」，最初參與編輯之詩人學者有向明、張漢良、蕭蕭、李瑞騰、向陽等，後參與編輯的單位有現代詩社、創世紀詩社、臺灣詩學季刊社、二魚文化公司等，為華文世界年度詩選的開端 。除了爾雅、二魚版的年度詩選，臺灣的另一部年度詩選由前衛出版社、春暉出版社先後承續。
2020年，由蕭蕭主編，白靈、向陽、陳義芝、焦桐共同編選的《新世紀20年詩選（2001-2020）》出版，該書以爾雅出版社、二魚出版社系列之年度臺灣詩選為思考基礎，入選門檻為2000年後入圍「年度詩選」5次以上之詩人，企圖呈現新時代詩風變化。然而，本書編委會發現該書選錄的余光中、周夢蝶、管管、席慕蓉、李敏勇、瓦歷斯·諾幹等60位臺灣詩人中，1980年後出生的詩人僅有葉覓覓與崔舜華二人，未能表現近二十年詩壇中年輕詩人的狀況，故另行編輯《新世紀新世代詩選》一書。

## 書籍編纂

### 歷史意義
過往的年度詩選可以呈現出創作風潮的轉變，如1989年爾雅版《七十九年詩選》到1998年現代詩社印行的《八十七年詩選》，其中有百分之七的都市主題作品。《新世紀新世代詩選》透過不同的編輯策略，顯現出與過往詩選不同的時代風貌：在編輯凡例上，以新世紀（21世紀）出現於詩壇之新世代（1980-1999年出生，活躍於2000-2022年之詩人）為選集對象，以入選者之「創意性」、「殊異度」及「影響力」為薦舉條件；經編委會討論，薦舉52位詩人、每人二至五首，共選入232首詩作。

### 選錄範疇
選錄範疇包括曾發表於《自由時報》自由副刊、《聯合報》聯合副刊、《中國時報》人間副刊、《創世紀詩刊》等報紙副刊、詩刊、詩選、詩集、文學雜誌、文學獎之詩作。編選秩序上，依出生年月排序；體例包含姓名（筆名）、出生年、作品與發表出處、詩人自撰簡介、自述詩觀，以及由編委會撰述之個別評論。

## 迴響
臺灣詩選系列的前一本選集《新世紀20年詩選》面對批評，編委蕭蕭稱一定有遺珠以及不足，因此任何的指教都能夠接受，而《新世紀新世代詩選》部分補足了這方面的缺憾，在出版後進入了國小教師研習教材、成為國立大學通識課程的參考用書。
向陽在選集出版後，於中央廣播電台節目持續介紹書中的詩人與詩作。2022年台北國際書展，《新世紀新世代詩選》成為時任副總統賴清德的選書之一。國立台灣文學館在2023年出版之《2022年台灣文學年鑑》指出，《新世紀新世代詩選》相較過往的世代詩選更具前瞻趨勢與前衛性。

## 入選詩人與詩作
| 冊     | 出生年 | 詩人     | 入選詩作                                                                                  |
| ------ | ------ | -------- | ----------------------------------------------------------------------------------------- |
| 第一冊 | 1980   | 何亭慧   | 產房手記、夜遊、晨歌、自己的廚房I、自己的廚房II                                           |
| 第一冊 | 1980   | 葉覓覓   | 她像湖＼他像虎、他度日她的如年、越車越遠、發生過的就會繼續發生過、神經過許多憎惡過的曾經  |
| 第一冊 | 1980   | 王姿雯   | 夏天充滿了小說，而秋天是詩、入秋、失樂園、偏安                                            |
| 第一冊 | 1981   | 曾琮琇   | 陌生的地方、離開、經事、催眠十四行、在東引、模擬十四行                                    |
| 第一冊 | 1981   | 沙力浪   | 從分手的那一刻起∼南十字星下的南島語、我在圖書館找一本酒、遷村同意書                       |
| 第一冊 | 1981   | 夏夏     | 長途車、敵人、成為叛徒、長眠、苦難                                                        |
| 第一冊 | 1981   | 陳允元   | 再也沒有人需要遠行、始祖鳥、所有令人挫敗的雨、家庭聚餐                                    |
| 第一冊 | 1982   | 林達陽   | 已經、無法完成的歷險記、愛與孤獨的證明                                                    |
| 第一冊 | 1982   | 蔡琳森   | 渡鴉VII、關於認識恐懼、給夏末的哀歌、七月讀書                                             |
| 第一冊 | 1982   | 廖人     | 四月、浪花兇惡、某些日常、不能稱之憂鬱                                                    |
| 第一冊 | 1982   | 周天派   | 基礎生活II（選八則）、基礎生活III（選六則）、我正穿過的世界、海的孩子、古典早晨           |
| 第一冊 | 1982   | 馬翊航   | 花架、聊賴、秋分、在下面舊家那邊                                                          |
| 第一冊 | 1982   | 李桂媚   | 月光情批、走揣你的名、島嶼印象、純園故事、寫生                                            |
| 第一冊 | 1983   | 廖啟余   | 十年、過辛亥站、遣唐、夏至、蕨葉與拉丁學名的花                                            |
| 第一冊 | 1983   | 林餘佐   | 我親愛的植物學家、習字：以水的質地、外套、病識感                                          |
| 第一冊 | 1983   | 蘇家立   | 其實你不知道、愛上了一座廢墟、子午線後、無條件基本收入、你的命比不上我的權力              |
| 第一冊 | 1983   | 陳昌遠   | 工作記事第2節、工作記事第3節、工作記事第6節、工作記事第7節、工作記事第39節、 做你輕微的糖 |
| 第一冊 | 1984   | 潘家欣   | 胎記、變態史、大學時代、雨開始在水滴落下之前                                              |
| 第一冊 | 1984   | 王天寬   | 普通的一天、無題、本事、正常的事、（？）                                                  |
| 第一冊 | 1984   | 任明信   | 他把鞋子留在海岸、去過靜慢的生活、雪、我沒有孤獨以外的方法、宇宙非常愛你                  |
| 第一冊 | 1985   | 羅毓嘉   | 封鎖、皇后大道中                                                                          |
| 第一冊 | 1985   | 崔舜華   | 離群者、午前、交談、春天已經很晚了                                                        |
| 第一冊 | 1985   | 波戈拉   | 我是一只耳朵或者更多、自己的房間、盜賊的本領、女媧的祕術、母親的紡織我的音節              |
| 第一冊 | 1985   | 廖亮羽   | 看不見的房間、無主之地、邪念之地、失序、寄生                                              |
| 第一冊 | 1985   | 吳俞萱   | 回家、生活在巴黎、愛情常態：餵養、演出、歐姬芙的白色玫瑰                                  |
| 第一冊 | 1985   | 楊智傑   | 謎、愛、願我們一生的分量、阿俊                                                            |
| 第二冊 | 1986   | 黃岡     | 是誰把部落切成兩半？、女神變形、太平洋的浪打上了岸就要散去、襪子                          |
| 第二冊 | 1986   | 陳少     | 海的文學史、黑色的雨、不想家的方式、山羌的眼睛                                            |
| 第二冊 | 1986   | 阿布     | 莫內、貝多芬、天文學、葬禮、永恆                                                          |
| 第二冊 | 1986   | 利文祺   | 莉莉絲、五隻狐狸在晚春的原野、玻璃箱中的獵豹、紅毛猩猩、綠蠵龜                            |
| 第二冊 | 1986   | 徐珮芬   | 達蘭薩拉男孩、還是要有傢俱才能活得不悲傷、如果真有下輩子、假如生活欺騙了你、愛            |
| 第二冊 | 1986   | 蔣闊宇   | 有歷史的人、好想把你的頭抓去撞牆、我的一天只有二十四小時、大好時光                        |
| 第二冊 | 1986   | 趙文豪   | 我的房間有時是海、光影、走進林葉窸窣的黑夜、沙丘                                          |
| 第二冊 | 1986   | 林益彰   | 南國瀰濃、奔跑吧，羅葉、臺江囡仔、開元阿香                                                |
| 第二冊 | 1987   | 游善鈞   | 伐木者之心、秋天的隧道、地心、感覺那根針還在                                              |
| 第二冊 | 1987   | 郭哲佑   | 靜坐、來歷、垂憐經、初衷                                                                  |
| 第二冊 | 1987   | 吳緯婷   | 夏至、一次性人生、荔枝、白                                                                |
| 第二冊 | 1987   | 鄒佑昇   | 或許在晨跑時、大雪、計都、潮汐                                                            |
| 第二冊 | 1988   | 崎雲     | 記得所有記得又或者忘記、轉身、後來、殘響、誰能來此回應我的卜問                            |
| 第二冊 | 1988   | 張詩勤   | 搬家、除魅的家屋、我與我之間的柵欄、我族下落、那裡                                        |
| 第二冊 | 1988   | 莊子軒   | 教科書、吟遊詩人的鼓勵、撫觸、無序、雪霰                                                  |
| 第二冊 | 1989   | 宋尚緯   | 另一代人、我們沒有武器、枯樹、蟻群                                                        |
| 第二冊 | 1989   | 林禹瑄   | 那些我們名之為島的、牆外、對坐、春天不在春天街、然後你到了這裡                            |
| 第二冊 | 1991   | 煮雪的人 | 沒有雨的人、沒有沒有的雜貨店、爆米花容器工廠、一體感、我獨坐在麵店                        |
| 第二冊 | 1991   | 李蘋芬   | 週間許願、最困難的事、那樣的人、自己的情書、懷疑                                          |
| 第二冊 | 1992   | 詹佳鑫   | 邀請函：雨滴的旅行、無聲的催眠、錯覺的旁邊 、祕密廁所、變色龍畫家                         |
| 第二冊 | 1993   | 林夢媧   | 寓言之前、渡、死還沒有過去                                                                |
| 第二冊 | 1994   | 曹馭博   | 我害怕屋瓦、在葬禮上、春天喜歡悲傷的人、夜的大赦                                          |
| 第二冊 | 1994   | 旋木     | 告白（節選17.）、告白（節選33.）、Dear J——致畢安生和星子們、夜行者、饕餮                  |
| 第二冊 | 1996   | 鄭琬融   | 記十月的剽悍—別木瓜溪、鬼出城、我沒有要誕生我的悲傷、哀樂的巷口、正在發生的美麗           |
| 第二冊 | 1998   | 王信益   | 時差、喪禮、燒、我的短刀、死亡獵槍                                                        |
| 第二冊 | 1999   | 林宇軒   | 泥盆紀、天真、傷停時間——記二○二○、前戲、路上的行人                                        |

## 註解與參考文獻
1. ↑  詹閔旭. . 中外文學. 2020年6月, 49 (2): 93–124  [2022-06-16]. （原始内容存档于2022-06-17）. 千禧世代（the millennials）一詞沿用自張誦聖對黃崇凱的描述。千禧世代一詞出自尼爾‧ 豪（Neil Howe）和史特勞斯（William Strauss），他們把戰後美國社會分為嬰兒潮、X世代、千禧世代、Z世代四個時期，千禧世代是指目前年齡約25 歲以上，未滿40 歲的世代，他們已逐漸成為美國社會中堅分子。事實上，千禧世代的出生起迄眾說紛紜，不同的學者有不同定義，但主要是用來概括描述1980 年至2000 年左右出生的世代（Roland Berger2018: 7），這也是本論文採取的定義。
2. 1 2 3  向陽 (编). . 臺北: 九歌出版社. 2022年5月. ISBN 9789864504527 （中文（繁體））.
3. ↑   孟樊、楊宗翰. . 臺北: 聯經出版. 2022年5月: 556. ISBN 9789570862669 （中文（繁體））.
4. 1 2 3  陳秉弘. . 中央社. 2020-07-11  [2022-06-18]. （原始内容存档于2022-06-21） （中文（繁體））.
5. ↑   蕭蕭 (编). . 臺北: 九歌出版社. 2020年5月. ISBN 9789864502950 （中文（繁體））.
6. ↑   向陽. . 聯合報. 2022-07-02.
7. ↑   丁威仁. . 臺北: 新銳文創. 2012年5月: 149–151. ISBN 9789866094767 （中文（繁體））.
8. ↑  . 彰化縣南興國民小學. 2022-09-20  [2024-04-20]. （原始内容存档于2024-04-20）.
9. ↑  李蘋芬. . 國立政治大學. 2023  [2024-08-31]. （原始内容存档于2024-04-20）.
10. ↑  向陽. . 中央廣播電台. 2022-07-14.
11. ↑  邱祖胤. . 中央社. 2022-06-02  [2024-04-20]. （原始内容存档于2024-04-20）. 賴清德副總統購買的書：…《新世紀新世代詩選1》/向陽（九歌出版）
12. ↑  廖堅均. 林巾力 , 编.  (PDF). 國立台灣文學館. 2023: 13.